# Marco Antonio Barrera
Marco Antonio Barrera Tapia (ur. 17 czerwca 1974 w Meksyku) – meksykański bokser. Jest siedmiokrotnym mistrzem świata w trzech kategoriach wagowych, pokonał 19 zawodników o tytuł.

## Kariera amatorska
Jako amator Barrera stoczył 108 walk. 104 z nich wygrał, a 4 przegrał. Pięć razy zdobył tytuł mistrza Meksyku. Dopiero w swojej 57. walce amatorskiej został pokonany.

## Kategoria super musza
Barrera zadebiutował jako bokser zawodowy dnia 22 listopada 1989 roku, w wieku 15 lat, nokautując w drugiej rundzie Davida Felixa. To zwycięstwo zaczęło jego passę 43 zwycięstw z rzędu.
W 1990 roku Barrera odbył 7 walk. W tym czasie pierwszy raz walczył z renomowanym i doświadczonym przeciwnikiem. Był nim Ivan Sálazar. Asesino con cara de bebé wygrał na punkty po 8 rundach.

## Poza ringiem
Walki Barrery były promowane przez Oscara De La Hoyę, za pośrednictwem organizacji Golden Boy Promotions.
Aktualnie trenerem Barrery jest Ryan Jenkins.